# Unterweilbach

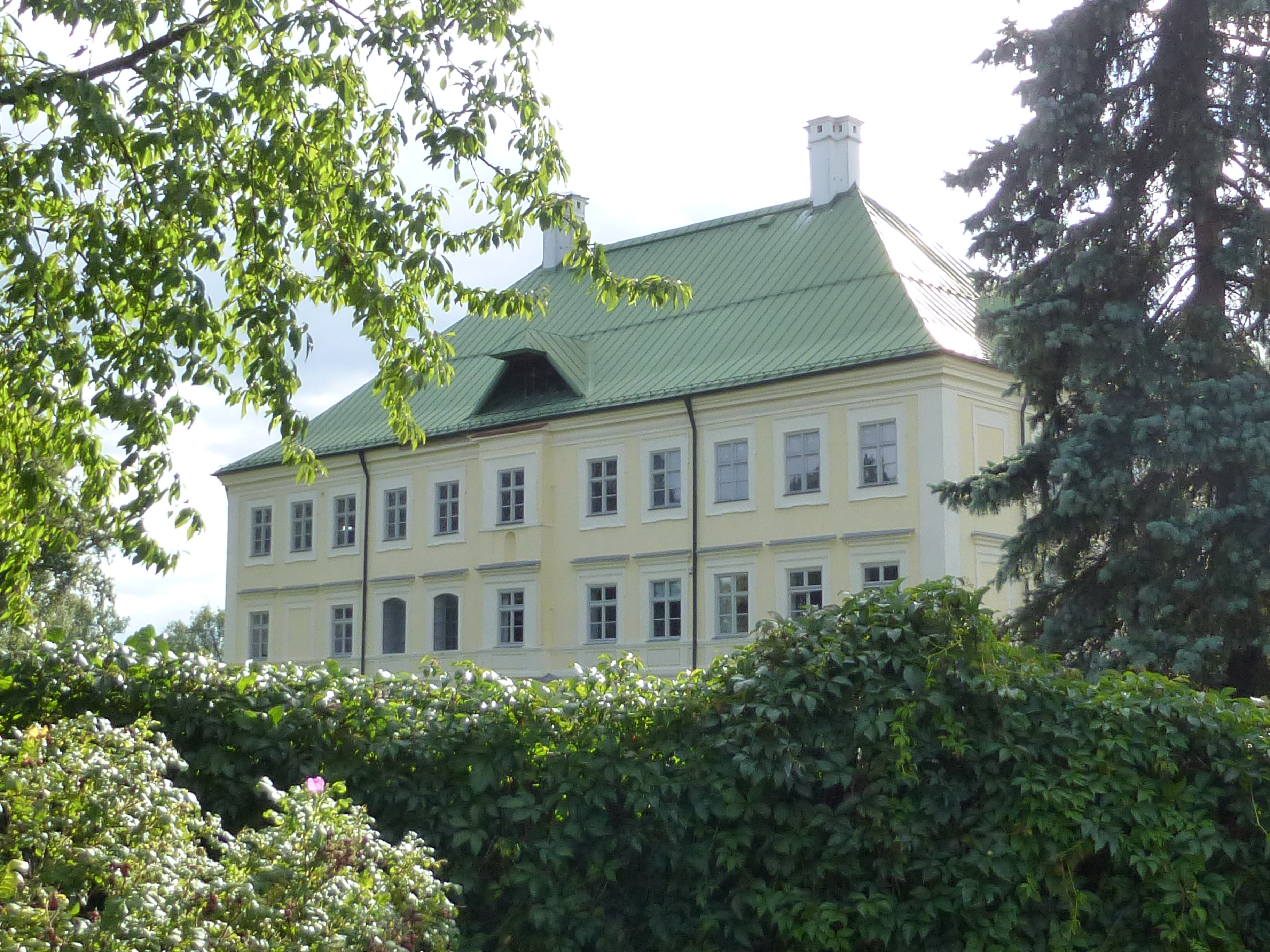
Schloss Unterweilbach

Unterweilbach ist ein Gemeindeteil der Gemeinde Hebertshausen im oberbayerischen Landkreis Dachau.

## Lage
Das Dorf Unterweilbach liegt zwischen Ampermoching und Röhrmoos nahe der Bahnlinie München-Ingolstadt. Es liegt am Anfang des Donau-Isar-Hügellandes und damit am Anfang des Unterbayerischen Hügellandes, das zum Alpenvorland gehört, einer der Naturräumlichen Haupteinheiten Deutschlands.

## Geschichte
Im Jahr 802 wird „Wilpah“ (= Landgut am Bach) erstmals erwähnt. 
Vor 1100 ist das Adelsgeschlecht der Weilbacher bekannt. 1404 sind der „Narrenhof (Narrel)“ zu Weilbach und der Unterweilbacher „Sedlhof“ im Besitz der Münchner Patrizierfamilie Schluder (Hans Schluder). 1480 ist ein Schloss in „Niederweilbach“ im Besitz der Familie Schluder bezeugt. Ab spätestens 1492 wurde das Dorfgericht zur Hofmark umgewandelt. 1558 erwerben Hieronimus Kheiss und Ulrich Eisenreich die Hofmark.
1625 erfolgte der Kauf des benachbarten Deutenhofens durch den bayerischen Hofkammerpräsidenten Johann von Mandl. Deutenhofen wurde 1627 durch Kurfürst Maximilian I. zur geschlossenen Hofmark erhoben, d. h. das Recht der Gerichtsbarkeit erstreckte sich nicht nur auf die Pächter von Höfen des Hofmarksherrn, sondern auf alle Bewohner der Hofmark, auch wenn deren Höfe einem auswärtigen Herrn gehörten. 1678 erwarb Johann Georg Freiherr von Mandl (und Großinzemoos) auch Schloss Unterweilbach von Franziska Isabella Freifrau von Eisenreich. 1690 bis 1692 erfolgte die Errichtung eines Neubaus des Schlosses Unterweilbach.
Schloss Unterweilbach gelangte 1734 an die Grafen von Spreti. Die Hofmark Deutenhofen (seit 1821 Patrimonialgericht) blieb dagegen bis zum Verkauf am 2. März 1834 an die Grafen von Spreti im Besitz der Familie Mandl.
Im Zuge der Verwaltungsreformen in Bayern des Grafen Maximilian von Montgelas entstand mit dem Gemeindeedikt von 1818 die Gemeinde Prittlbach. Die letzten Reste der Adelsherrschaft wie die Patrimonialgerichte wurden in der Revolution 1848 aufgehoben. 
Die Eingemeindung nach Hebertshausen im Rahmen der Gebietsreform in Bayern erfolgte zum 1. Juli 1972.

## Baudenkmäler
- Schloss Unterweilbach
- Katholische Filialkirche Mariä Geburt
- Ehemaliges Benefiziatenhaus